# Type 071 (navio de assalto anfíbio)
A Classe Type 071 (designação da OTAN: Classe Yuzhao) é um conjunto de nove navios de assalto anfíbio do tipo LPD (Landing Platform Dock) ao serviço da Marinha do Exército de Libertação Popular desde 2007 e da Marinha Real Tailandesa desde 2023.

## Capacidades anfíbias

### Type 071(Marinha do Exército de Libertação Popular)
De acordo com o Instituto Naval dos EUA, as embarcações são capazes de transportar um batalhão de 800 fuzileiros navais equipados e respetivos veículos, podendo estes serem os veículos anfíbios de combate Type 05.
A doca alagável interna é capaz de abrigar 4 x hovercrafts / LCAC Type 726 (designação da OTAN: Classe Yuyi), cada uma com 60 toneladas de carga útil.

### Type 071E(Marinha Real Tailandesa)
1º deque: 8 x veículos de assalto anfíbio ou 11 x veículos blindados de combate sobre rodas;
2º deque: 8 x veículos de assalto anfíbio ou 9 x veículos blindados de combate sobre rodas;
Doca alagável interna: 6 x embarcações de desembarque mecanizadas (LCM) ou 9 x embarcações de desembarque para pessoal (LCVP) ou 57 x veículos de assalto anfíbio ou 2 x hovercrafts (LCAC);
Capacidade para 600 tropas.

## Operadores
Marinha do Exército Popular de Libertação – 8 atualmente em serviço.
 Marinha Real Tailandesa – 1 embarcação Type 071E comissionada em 25 de abril de 2023.

## Navios da classe
| Nº de amura                               | Nome                                      | Lançado                                   | Comissionado                              |
| Marinha do Exército Popular de Libertação | Marinha do Exército Popular de Libertação | Marinha do Exército Popular de Libertação | Marinha do Exército Popular de Libertação |
| ----------------------------------------- | ----------------------------------------- | ----------------------------------------- | ----------------------------------------- |
| 998                                       | Kunlun Shan                               | dezembro de 2006                          | novembro de 2007                          |
| 999                                       | Jinggang Shan                             | novembro de 2010                          | outubro de 2011                           |
| 989                                       | Changbai Shan                             | setembro de 2011                          | setembro de 2012                          |
| 988                                       | Yimeng Shan                               | janeiro de 2015                           | fevereiro de 2016                         |
| Marinha Real Tailandesa                   |                                           |                                           |                                           |
| LPD 792                                   | HTMS Chang                                | dezembro de 2021                          | 25 de abril de 2023                       |

Nota: Os navios da classe operados pela Marinha da China receberam nomes de montanhas.

#### Outras classes de LPDs:
- Albion (Reino Unido)
- Galicia (Espanha)
- San Antonio (Estados Unidos, muito semelhante)
- San Giorgio (Itália, considerada LPD)

#### Páginas relacionadas:
- Navio de assalto anfíbio
- Guerra anfíbia